# Paduk
A paduk Nyugat- és Közép-Afrikából származó élénkvörös–narancsvörös színű kemény lombos faanyag, a Pterocarpus soyauxii fa anyaga.
Kereskedelmi elnevezései még: (African) padouk v. padauk, barwood, camwood, Afrikanisches Korallenholz, legno corallo, palo rojo, bois corail.

## Az élő fa
A trópusi alsó esőerdőkben honos, Guinea, Nigéria, Kamerun, Gabon, a Kongó vidéke, Angola területén található meg. 20–40 méter magas, hengeres törzse van, kevés vékony kis támaszgyökérrel. A kéreg szürkésbarna színű, hosszirányban finoman repedezett, csíkokban leválik, A sérülés helyén vöröses, később sötétedő színű nedv, latextej jelenik meg.

## A faanyag
A szíjács fehér és drapp közötti színű, sötétedő, 5–10 cm széles. A geszt színe a frissen vágott felületen az élénk korallvöröstől a vörösesbarnáig terjed, néha sötétebb erezettel. Hamar barnásra sötétedik. Éles növekedési zónák nincsenek, a pórusok nagyok, szórtak, a parenchimák szabad szemmel láthatók. Bélsugarai vékonyak, nem feltűnőek, emeletes felépítésűek. 

## Felhasználása
SzárításNagyon jól szárítható, zsugorodása kicsi. Használat közbeni stabilitása kiváló.
MegmunkálásMinden szerszámmal jól, könnyen megmunkálható, de a váltakozó növésű fák gyalulása gondot okozhat. Késelhető és hámozható. Hajlításra nem alkalmas.
RögzítésSzög- és csavarállósága jó, jól ragasztható.
FelületkezelésPórustömítés és alkoholos kezelés után jól lakkozható.
TartósságA geszt nagyon tartós, gomba- és rovarálló, időjárásálló. A fát tárolás közben a csöpögő víztől védeni kell, mert foltot okoz. A furnért sötét helyen kell tárolni, hogy megőrizze élénk színét. A fát erős fénynek kitett helyen nem ajánlatos használni.
Furnérfa, elsősorban késelésre, dekoratív színfurnérnak. Igényes bútor, parketta készítésére, belsőépítészeti célokra használható. Szerkezeti faként alkalmazható közepes és nagy terhelésekre külső és belső térben. Mérőeszközök, hangszerek részei, luxustárgyak, esztergált, faragott termékek, intarziák készülnek belőle. Afrikában a gyengébb minőségű anyagot vasúti talpfának használják. Ritkán festőfaként is feldolgozzák.